# Hohenhorn
Hohenhorn ist eine Gemeinde im Kreis Herzogtum Lauenburg in Schleswig-Holstein östlich von Hamburg. Der Ortsteil Drumshorn liegt im Gemeindegebiet.

## Geschichte
Das Dorf wird im Ratzeburger Zehntregister von 1230 mit der lateinischen Bezeichnung „ad cornu“ erstmals urkundlich erwähnt. Die mittelniederdeutsche Entsprechung des Ortsnamens lautet „Horn“, „tom Horne“. Der Flurname Horn bezeichnet einen Vorsprung oder eine Erhebung im Gelände. In jüngerer Zeit setzte sich die Bezeichnung Hohenhorn (niederdt. „Hogen Horn“) durch.
Die Forschung geht aufgrund onomastischer Untersuchungen und archäologischer Funde davon aus, dass Hohenhorn mit Geesthacht, Hamwarde, Wiershop, Worth und Börnsen zu einem Ausläufer des altsächsischen Siedlungsgebietes gehört und deshalb bereits um das Jahr 1000 während einer Ausbauperiode im bis dahin nicht kontinuierlich bewohntem Grenzgebiet zwischen den Sachsen und Slawen entstanden sein könnte. Problematisch an dieser Einschätzung ist jedoch die heute noch erkennbare Angerform des Dorfes. Bei dieser handelt es sich um eine typische Planform der Kolonisationszeit des 12. Jahrhunderts. Deshalb vertritt der ehemalige Kreisarchivar William Boehart die These, die Siedlung sei erst im 12. Jahrhundert durch Siedler aus dem Raum südlich der Elbe und Westfalen entstanden. Die Möglichkeit einer späteren Überformung wird dabei nicht erwogen.
Zu Beginn des 13. Jahrhunderts gehörte Hohenhorn zum Kirchspiel Geesthacht (Hachede). Nach 1335 entstand mit der Einrichtung der Nikolaipfarre vorübergehend auch eine eigene Kapelle, die jedoch bereits 1489 wieder eingegangen war. Im Jahre 1598 wurde das eigene Kirchspiel Hohenhorn gegründet, in das die Dörfer Besenhorst, Börnsen, Escheburg, Kröppelshagen, Wentorf und Wohltorf eingegliedert wurden. Später kam das um 1600 errichtete Vorwerk Fahrendorf hinzu.
Im Jahre 1889 entstand das Amt Hohenhorn mit Sitz in Hohenhorn. Von hier wurden die Dörfer Hohenhorn, Börnsen, Escheburg und Kröppelshagen-Fahrendorf verwaltet. Die britische Militärregierung löste das Amt im Juni 1945 auf. Bis 1948 gehörte Hohenhorn dann zur Bezirksbürgermeisterei Geesthacht, aus der im gleichen Jahr das Amt Geesthacht-Land hervorging, das heutige Amt Hohe Elbgeest.

## Politik

### Gemeindevertretung
Bei der Kommunalwahl am 14. Mai 2023 wurden insgesamt neun Sitze vergeben. Von diesen erhielt die Aktion Allgemeine Bürgerliche Wählergemeinschaft Hohenhorn fünf Sitze und die Hohenhorner Wählergemeinschaft vier Sitze.

### Wappen
Blasonierung: „In Gold auf einem erhöhten grünen Berg, dieser belegt mit einem linksgewendeten, räderlosen goldenen Pflug, der schwarze, von schwarzen Feldsteinmauern flankierte Gedenkstein der Verkoppelung von 1785, darüber zwei aufrechte, auswärts geneigte grüne Lindenblätter.“

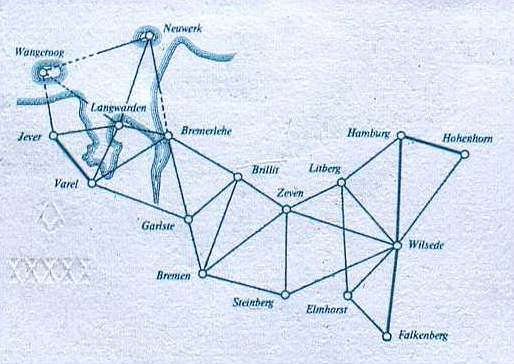
Ausschnitt des 10-DM-Scheins mit Hohenhorn als Messpunkt

## Hohenhorn auf dem 10-DM-Schein
Bei der Landesaufnahme des Königreichs Hannover durch Carl Friedrich Gauß war Hohenhorn, obwohl nicht im Königreich Hannover, sondern im Herzogtum Sachsen-Lauenburg gelegen, aufgrund seiner relativen Höhenlage einer der Messpunkte. Als Triangulationspunkt diente der Kirchturm von St. Nikolai, wo der gusseiserne Messpunkt noch zu sehen ist. So kam Hohenhorn zu der Ehre, auf dem 10-DM-Schein verzeichnet zu werden.

## Sehenswürdigkeiten
In der Liste der Kulturdenkmale in Hohenhorn stehen die in der Denkmalliste des Landes Schleswig-Holstein eingetragenen Kulturdenkmale.

## Weblinks

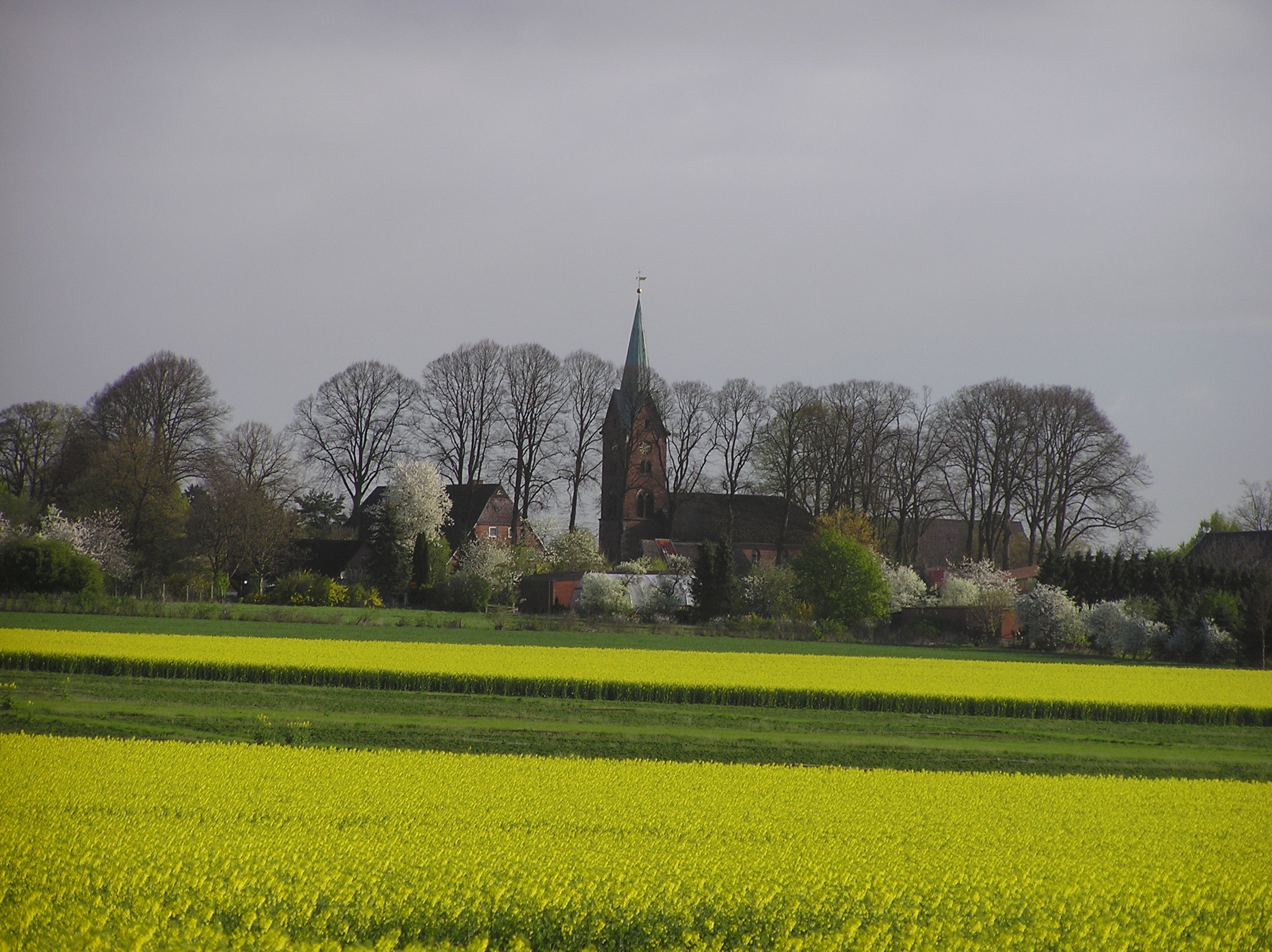
Blick auf Hohenhorn